# エーゲ海に捧ぐ
『エーゲ海に捧ぐ』（エーゲかいにささぐ）は、池田満寿夫の小説。およびそれを原作とした映画作品。

## 概要
『野性時代』1977年1月号に発表。同年に第77回芥川賞を受賞。芥川賞は三田誠広の『僕って何』との同時受賞である。遠藤周作、中村光夫、吉行淳之介が高く評価する一方で、官能的な内容が物議を醸し、永井龍男は本作への授賞に抗議し、芥川賞選考委員を辞任することとなる。また、本作と前述の『僕って何』が掲載された文藝春秋1977年9月号は100万部を記録している。文藝春秋が100万部以上を記録したのは、「昭和天皇独白録」を掲載した1990年12月号、村上龍の『限りなく透明に近いブルー』が掲載された1976年9月号、金原ひとみの『蛇にピアス』と綿矢りさの『蹴りたい背中』が掲載された2004年5月号である。
その後本作と短編小説『テーブルの下の婚礼』を下敷きに、池田自身の監督・脚本により、1979年に映画化される。小説では主人公とその妻は日本人で舞台はサンフランシスコであるが、映画では主人公はギリシャ人、舞台はローマに変更。キャストは全員イタリア人となり、日本映画ながら日本人キャストがいない。この作品には、後にイタリア国会議員となるポルノ女優、チッチョリーナも出演している。翌年、1980年9月5日フジテレビ「ゴールデン洋画劇場」でTV放送される。その後、1988年7月8日 日本テレビ「金曜ロードショー」で再放映された時には、チッチョリーナの吹き替えを当時ブレイクしていたAV女優の黒木香が演じた。

## 映画

### キャスト
| 役名     | 俳優                               | 日本語吹替   | 日本語吹替   |
| 役名     | 俳優                               | フジテレビ版 | 日本テレビ版 |
| -------- | ---------------------------------- | ------------ | ------------ |
| アニタ   | イロナ・スターラ（チッチョリーナ） | 長谷直美     | 黒木香       |
| ニコス   | クラウディオ・アリオッティ         | 永井秀和     | 池田秀一     |
| リーザ   | サンドラ・ドブリ                   |              | 吉田美保     |
| エルダ   | オルガ・カルラトス                 |              | 沢田敏子     |
| グロリア | ステファニア・カッシーニ           |              | 山田栄子     |
| アン     | マリア・ダレッサンドロ             |              | 土井美加     |
| マッシモ | ステファノ・ローラ                 |              | 塩屋翼       |

- フジテレビ版：初回放送1982年6月19日『ゴールデン洋画劇場』
- 日本テレビ版：初回放送1988年7月8日『金曜ロードショー』

### その他
- OPテーマ曲は「エーゲ海のリーザ（Lisa　del Mare Egeo）」（作曲：エンニオ・モリコーネ）で、歌詞入りの同タイトル曲（作詞：池田満寿夫・歌：久木田美弥）も1979年5月に発売された。
- 当時、下着メーカーワコールのテレビCMに、本作品のシーン映像が使われていたことがあったが、このCMソングには「エーゲ海のテーマ〜魅せられて」（1979年2月25日発売・歌：ジュディ・オング）が起用されていた。

## あらすじ（映画）
ギリシアの片田舎からローマへ絵を学びに来ているニコス（クラウディオ・アリオッティ）は、大学に通いもせず毎日向いの部屋に住む娼婦の裸体を覗き見し楽しんでいた。そんなニコスが住む下宿には、30歳過ぎのエルダ（オルガ・カルラトス）と彼女の妹で聴覚障害者のリーザ（サンドラ・ドブリ）が暮らしていた。そしてニコスは、アン（マリア・ダレッサンドロ）という恋人がいるにもかかわらず、エルダと肉体関係を持つ。
その後、日々エスカレートしていく2人の愛欲の日々、ついにニコスは彼女と結婚をする。そんな中、ニコスは有名画廊の経営者と出会う。そして今度は、その娘アニタ（チッチョリーナ）と肉体関係を結ぶ。妻エルダがいるにもかかわらず、今度はアニタとの愛欲生活に溺れていくニコス。そんな2人の情事をいつも見ている者がいた。それはエルダの妹・リーザだった。物言わぬ彼女の自分への思いを悟ったニコスは、リーザとアニタ、更にアニタの友人カメラマンのグロリア（ステファニア・カッシーニ）を連れて、エーゲ海へと向かった。
エーゲ海の美しい景色の中、3人の美女と自由気ままな愛欲生活を続けるニコス。そんな彼に妻エルダは「そこに女がいるのね」と執拗な電話攻撃に出る。しかし、ニコスは妻の問いに答えない。そして、眠るニコス……ふと、目覚めると。そこには、銃を向けたリーザが立っていた。